# Kōhei Tomita
Kōhei Tomita (japanisch 冨田 康平 Tomita Kōhei; * 9. Juni 1996 in Tokorozawa) ist ein japanischer Fußballspieler.

## Karriere
Tomita erlernte das Fußballspielen in der Schulmannschaft der Urawa High School und der Universitätsmannschaft der Waseda-Universität. Seinen ersten Vertrag unterschrieb er 2018 beim Kyoto Sanga FC. Der Verein spielte in der zweithöchsten Liga des Landes, der J2 League. Mit dem Verein aus Kyōto feierte er Ende 2021 die Vizemeisterschaft und den Aufstieg in die erste Liga. Für den Klub stand er 19-mal in der zweiten Liga auf dem Spielfeld. Im Januar 2022 wechselte er zum Drittligisten FC Imabari. Für den Verein aus Imabari bestritt er in zwei Spielzeiten 53 Ligaspielen. Im Januar 2024 wechselte er nach Nagano zum ebenfalls in der dritten Liga spielenden AC Nagano Parceiro.

## Erfolge
Kyoto Sanga FC
- Japanischer Zweitligavizemeister: 2021  ▲